# Donna Summer
Donna Summer, pseudoniem van LaDonna Adrian Gaines (Boston, 31 december 1948 – Key West, 17 mei 2012), was een Amerikaans zangeres, songwriter en artieste. Ze was het bekendst van haar discohits uit de jaren 70, die haar de bijnaam "Queen of Disco" (koningin van de disco) opleverden. Als een van de weinige discosterren had ze door haar langdurige succesvolle carrière in de jaren 80 en 90 ook hits in andere genres als r&b en dancepop.

## Beginjaren
Summer werd geboren in Boston (Massachusetts) in een gezin van zeven kinderen met vrome, christelijke ouders. Ze werd beïnvloed door de Amerikaanse gospelzangeres Mahalia Jackson en zong in haar jeugd in de kerk. Naar eigen zeggen had ze tijdens haar eerste solo een goddelijke openbaring, waarin haar te verstaan werd gegeven haar stem te gebruiken om een ster te worden. Als tiener formeerde ze kleine zanggroepjes, met onder anderen haar zus en een nicht. Gezamenlijk imiteerden ze muziekgroepen als The Supremes en Martha & The Vandellas. Aan het eind van de jaren 60 werd ze beïnvloed door Janis Joplin. Ze staakte haar opleiding en werd leadzanger van een psychedelische-rockgroep, Crow. In 1968 deed ze auditie voor de rol van Sheila in de Broadwaymusical Hair. Ze kreeg de rol niet, maar toen de musical naar Europa ging werd deze haar alsnog aangeboden. Zo vertrok ze naar Duitsland, waar ze tijdens een langdurig verblijf onder meer meezong in de musicals Godspell en Show Boat en zich aansloot bij de Weense Volksopera (de Volksoper Wien).

## Jaren 70, Summers succesvolle discoperiode
Nadat ze in München was gaan wonen, trouwde Gaines met de Oostenrijkse acteur Helmuth Sommer en nam daarna haar artiestennaam Donna Summer aan, een verengelsing van het Duitse woord Sommer (zomer). Oorspronkelijk was het Donna Sommer, maar door een typfout op de hoes van de eerste single, werd het dus Summer. De naam heeft ze dan maar behouden. In 1971 bracht ze in Nederland haar eerste solosingle uit: Sally Go Round the Roses dat geproduceerd was door Vincent Malouney. Summer tekende daarvoor een albumcontract in Nederland.

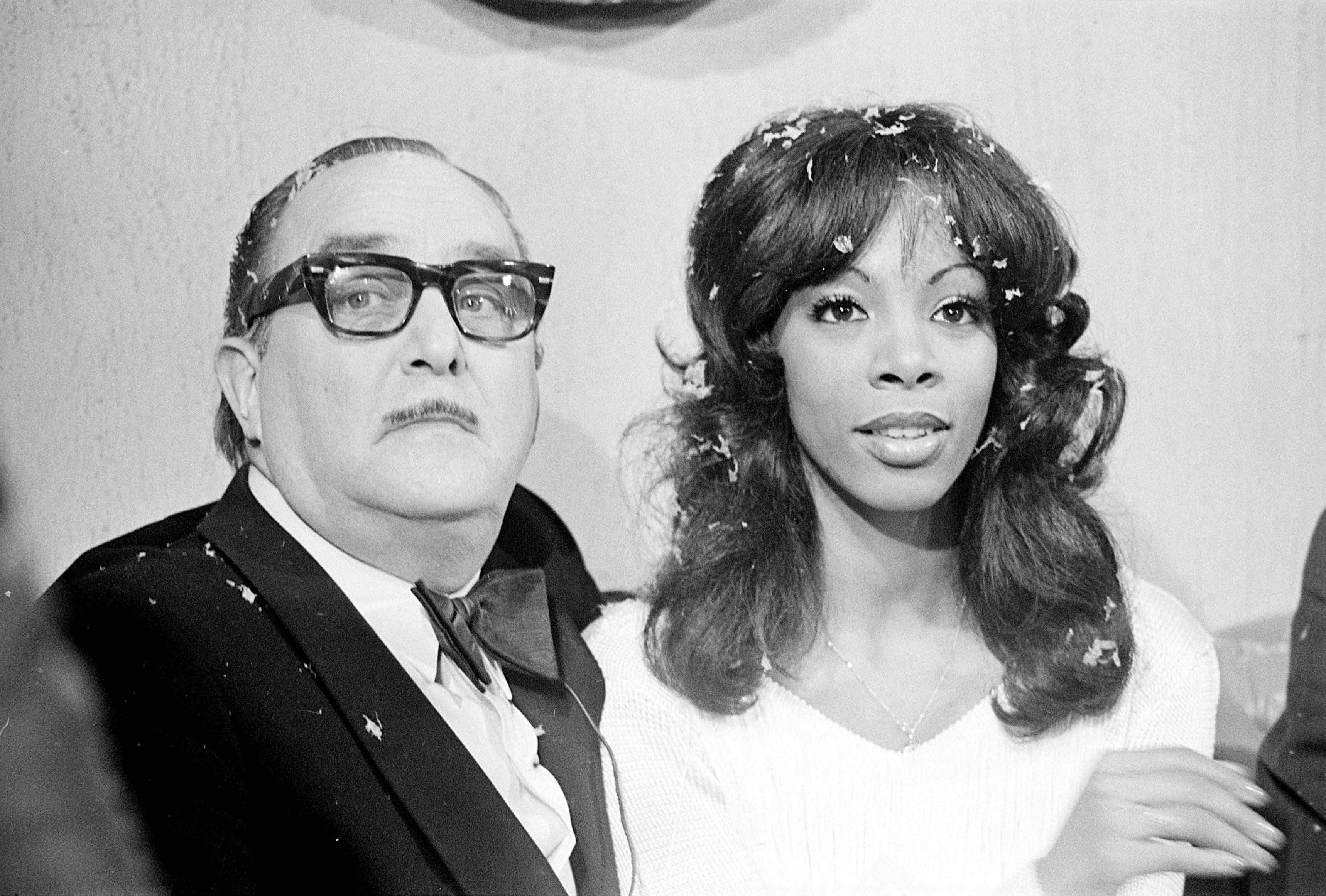
Van Oekel's Discohoek, dec. 1974.

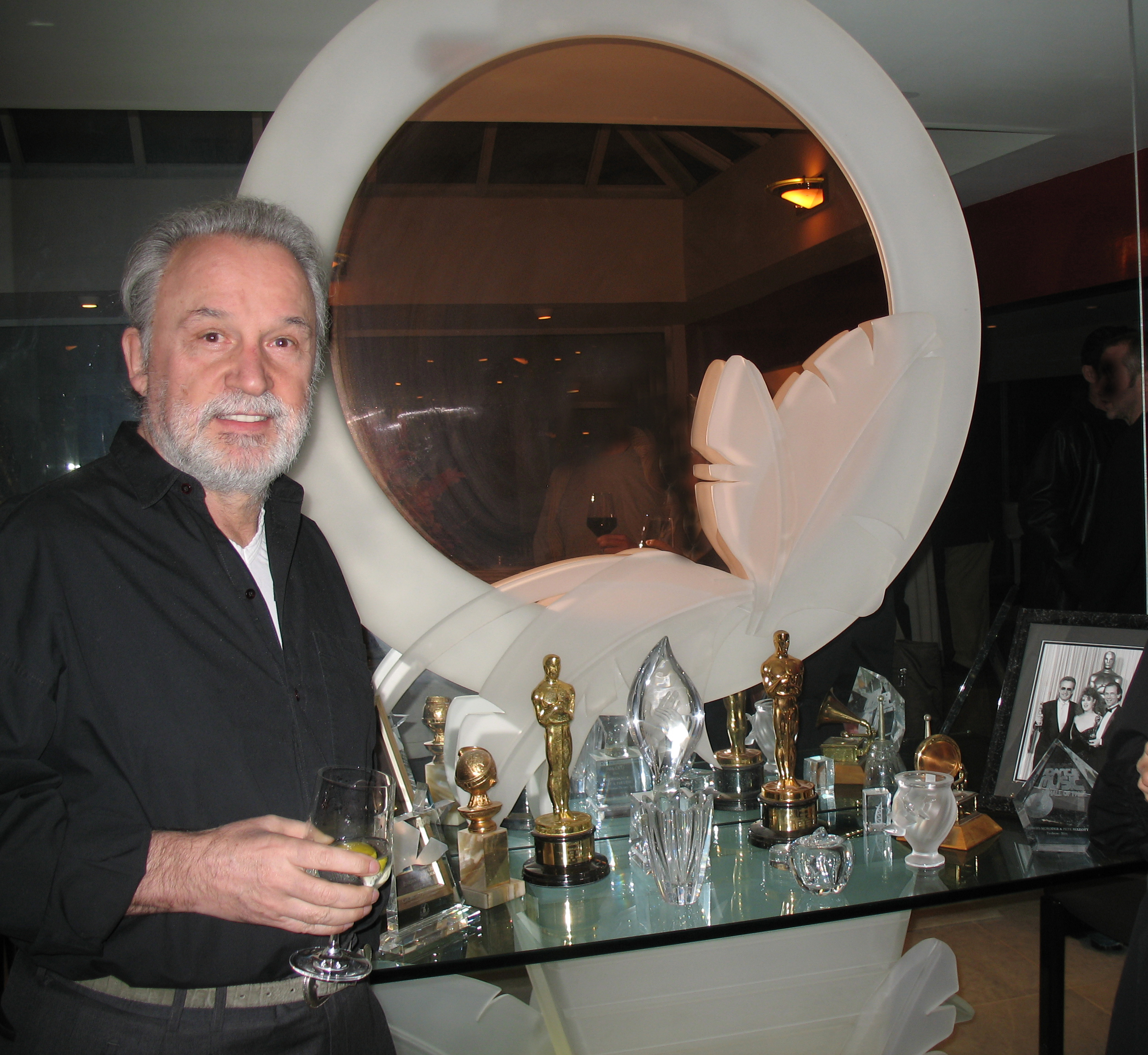
Giorgio Moroder, die samen met Pete Bellotte de drijvende kracht vormden achter de doorbraak en eerste succesjaren van de talentvolle Summer

#### Album Lady of the Night (1974)
Lady of the Night is de titel van haar eerste album uit 1974 dat geproduceerd was door Pete Bellotte en mede geschreven door Giorgio Moroder. Deze twee heren behoren tot de pioniers van eurodisco waarbij hun geluid niet ver verwijderd was van de oorsprong, het Amerikaanse geluid. Ze waren de kracht achter Summer voor haar eerste jaren, de tijd dat haar platen geproduceerd werden in Europa (met name in Duitsland). 

#### Nederland als springplank voor succes elders
Het album Lady of the Night was alleen in Nederland uitgebracht. De van dit album afkomstige single The Hostage was haar eerste Europese hit. De single Lady of the Night (eigenlijk een Engelstalige smartlap over een prostituee/escortmeisje) was vooral in Nederland succesvol. Summer trad regelmatig op in AVRO's Toppop en in de satirische en vaak controversiële televisieshow Van Oekel's Discohoek van Dolf Brouwers alias Sjef van Oekel. Bovendien werd Nederland in die tijd als belangrijk trendsettend land gezien voor de popmuziek. Nederland was min of meer de bakermat van haar succes. Haar debuut album werd ondanks het succes van de twee singles geen mega succes maar was wel ruim meer dan onopgemerkt: het stond 7 weken in de lijst met als hoogste positie plek 27.

In 1975 trad Donna Summer nog op voor een klein publiek in Bar Dancing Manuela in Heerlen. Ondanks haar groeiende populariteit, gaf ze de voorkeur aan optredens in kleinere zalen. Ze vond dat de entreeprijzen voor grote optredens met orkest vaak te hoog waren voor haar fans.

#### De internationale doorbraak via single Love To Love You Baby (1975)
In 1975 keerde Summer terug naar de Verenigde Staten. In 1975 werd in veel landen Love To Love You Baby uitgebracht. Het nummer sloeg in als een bom. Het gekreun dat de zangeres in dit nummer ten gehore bracht, was een tijd lang het gesprek van de dag. Het nummer kwam in veel landen in de top10 van de hitlijsten. Waaronder in veel Europese landen maar ook in Nieuw-Zeeland en Australië. In Canada wist het de nummer 1 positie te bereiken. In de VS werd het nummer eerst niet uitgebracht, maar wel door enkele radiozenders gedraaid als import uit Europa. Uiteindelijk werd het ook in de Verenigde Staten uitgebracht en ook daar een grote hit (nummer 2 in de Billboard Hot 100 lijst) Een aantal radiozenders boycotte de single echter wegens obscene geluiden. Maar haar naam werd wel gevestigd.
Er kwam een maxi single van het nummer op de markt. Dat was in een tijd dat de vaak langere single versies, maxi singles, voor het eerst op 12 inch kwamen. De bredere groef leverde een hogere geluidskwaliteit op. Diverse bronnen, waaronder planetearthrecords, geven aan dat Summers Love To Love You Baby op 12-inch de eerste 12-inch single is. De  Love To Love You Baby die Discogs toont duurt meer dan 16 minuten en is bijzonder want dient gedraaid te worden op elpee snelheid.

#### Album A Love Trilogy (1976)
Haar volgende album A Love Trilogy kwam uit in 1976. Het van dit album afkomstige nummer Could It Be Magic werd vooral in Europa een grote hit. Op A Love Trilogy staat evenals op Love To Love You Baby een lang nummer (Try Me I Know We Can Make It) dat op vinyl een hele plaatkant in beslag nam. Down deep inside (1977) was de titelsong uit de film The Deep met in de hoofdrollen Nick Nolte, Robert Shaw en Jacqueline Bisset, geproduceerd door John Barry (die ook onder andere James Bond produceerde).

#### Lopende hitmachine en statusopbouw
In de jaren daarna bracht Summer meerdere singles uit, die allemaal grote hits werden ook mede door de opkomst van de disco muziek. Er werd in die periode gezegd dat "alles wat Donna Summer aanraakt, verandert in goud". Ze kreeg in 1975-1976 de officiële titel The Queen of Disco en de officieuze titel The First Lady of Love, de laatste als marketing van haar label Casablanca, dat haar lanceerde als disco-liefdesgodin. Ze was een van de weinige discoartiesten die ook veel aandacht aan elpees besteedde in de vorm van conceptalbums met een vast thema: zoals "A Love Trilogy", "Four Seasons Of Love", "I Remember Yesterday", "Once Upon A Time" en "Bad Girls". Deze albums waren dusdanig gevarieerd qua muziek dat Donna met recht als de meest vooruitstrevende en innovatieve zangeres van haar tijd werd gezien. Ook wist ze zich met haar enorme bereik en manier van zingen aan elk lied aan te passen. Haar eerst livealbum "Live and More" (1978) wordt nog steeds gezien als een van de beste livealbums aller tijden.
No more tears (Enough is enough) was een duet samen met Barbra Streisand. Het werd een wereldhit en de eerste platina maxisingle in de Verenigde Staten. Bekend is dat beide diva's zo onder de indruk van de ander waren, dat ze (ondanks eerdere pogingen) het nummer apart hebben ingezongen. De langzame intro is zelfs door de songwriters voor Streisand geschreven, omdat disco toch meer Summer op het lijf geschreven was. Summer heeft in 1978-1979 vier nummer 1-hits op rij weten te scoren in de Billboard Hot 100. Dat was toen een unicum en voor zover bekend is dat nadien door geen enkele andere artiest geëvenaard. Het duet met Barbra Streisand is ook het meest succesvolle duet in de popmuziek tot nu toe.
Summer scoorde tussen 1977 en 1980 grote wereldhits met “MacArthur Park”, “Last Dance”, Hot Stuff, Bad Girls (een van de eerste Summer nummers waar Pete Bellotte en Giorgio Moroder niet meer de drijvende kracht achter waren),  On the Radio and Dim All the Lights.  Inmiddels werd christelijk geloof steeds belangrijker voor haar. Ze werd genomineerd voor een Grammy Award voor Album of the Year en voor Best Disco Recording.
Voor On the Radio ontving Summer opnieuw een Grammy-nominatie voor Best Female Pop Vocal Performance. In 1979 speelde ze acht uitverkochte nachten in het Universal Amphitheater in Los Angeles. Casablanca Records bracht in oktober 1979 het album On the Radio: Greatest Hits Volumes I & II, haar eerste internationale verzamelalbum met daarop al haar grootste hits.

#### Summers imago in de jaren 70
In de jaren 70 was zij de sensuele en aantrekkelijke, wat wilde jonge zangeres die veel meisjes tot voorbeeld diende en ook door veel jongens als aantrekkelijke vrouw werd gezien. Het succes werd haar te veel, overigens waardeerde zij het zelf helemaal niet dat ze in die periode mede door haar gewaagde albumhoezen min of meer wordt afgeschilderd als seksbom. De combinatie van haar sensuele verschijning, haar stem met een hoog en breed bereik en de samenwerking met producenten Pete Bellotte en Giorgio Moroder die garant stond voor een uitstekend klinkende sound  zorgden voor de rest. Ze werd een ster, een idool.

## Jaren 80, einde samenwerking met Georgio Moroder en Pete Bellotte

#### Nominatie voor American Music Awards
Summer ontving vier nominaties voor de 1980 American Music Awards. Op 27 januari 1980 werd haar eerste televisie-special The Donna Summer Special uitgezonden. 

#### Ander geluid
Summer wilde zich na de release van On the Radio graag ontwikkelen in andere muziekstijlen, ze wilde meer het heft in eigen handen nemen wat betreft haar imago en muzikale richting. Haar platenmaatschappij Casablanca wilde dat ze exclusief disco zou blijven opnemen. Uiteindelijk gingen Summer en platenlabel Casablanca in 1980 uit elkaar en ze tekende een contract bij Geffen Records. Het eerste album bij die maatschappij was The Wanderer dat een mix bevatte van rock, rockabilly, new wave en gospel. Het werd uitgebracht in 1980. Regelmatig benadrukte ze dat ze haar inspiratie putte uit haar geloof en God. Er ontstond een gerucht dat Summer zich tegen homoseksuelen had uitgelaten, wat nooit echt is bewezen en ook herhaaldelijk publiekelijk door haar is ontkend.
Het album The Wanderer (waar Moroder en Bellotte  nog aan meewerkten) was een matig succes, en het volgende album, I'm a Rainbow, werd niet uitgebracht in 1981, maar pas in 1996. De reden is dat David Geffen van Geffen Records de plaat niet goed genoeg vond.

#### Quincy Jones en de grote hit State of Independence (1982)
David Geffen liet Summer hierna samenwerken met de gerenommeerde producer Quincy Jones. Het was de bedoeling van de platenmaatschappij dat dat het hoogtepunt zou gaan worden in haar carrière. Verder eindigde in die tijd de langdurige samenwerking met Moroder en Bellotte. Het album dat in 1982 uitkwam heet Donna Summer. Met van dat album afkomstige nummer State of independence (oorspronkelijk van Vangelis en Jon Anderson) scoorde ze in 1982 een grote internationale hit. In de Top 40 werd het een nummer 1-hit. In de Nationale Hitparade kwam het tot de derde plaats. Grote namen in het achtergrondkoor zijn onder anderen Michael Jackson, Lionel Richie, Dionne Warwick, Quincy Jones, Stevie Wonder, Christopher Cross en Brenda Russell. Het album verkocht uiteindelijk goed, maar zou niet haar best verkochte album worden; dat is nog steeds het album Bad Girls uit 1979. Verdere hits van het album uit 1982 zijn Love Is In Control (Finger on the Trigger) en The Woman in Me.

#### Overige jaren 80, pieken en dalen
De samenwerking met Quincy Jones was een eenmalig project waarvan al het hitsucces afkomstig was van het succesvolle album Donna Summer. In 1983 kwam het album She Works Hard for the Money uit dat geproduceerd was door Michael Omartian. Summer scoorde nog een hit met de titeltrack She Works Hard for the Money. De overige singles uit 1982 en 1983 scoorden nog redelijk.
Het tweede door Michael Omartian geproduceerde album stammend uit 1984 was Cats Without Claws, met onder andere de matig scorende hit Supernatural Love en There Goes My Baby, scoorde ook als album redelijk. Wel kreeg ze een Grammy voor het gospelnummer Forgive Me. Het volgende album uit 1987 (All Systems Go) scoorde zelfs matig, evenals de twee singles daarvan (All Systems Go en Dinner with Gershwin). Steeds meer nam het succes af.
De samenwerking eind jaren 80 met het succesvolle Britse producersteam  Stock, Aitken & Waterman bracht Summer weer echtere hits op. Van dit album komen de grote hits I Don't Wanna Get Hurt, Love's About To Change My Heart en This Time (I Know It's For Real). Het was de bedoeling dat Summer nog een tweede album met Stock, Aitken & Waterman zou opnemen, maar doordat de contracten tussen Summer en SAW niet rondkwamen, is dit er niet van gekomen. SAW hadden al wel het nummer Happenin' All Over Again geschreven dat de eerste single van het nieuwe album had moeten worden. Toen de plannen met Summer niet doorgingen, werd het nummer aan Lonnie Gordon gegeven die er een grote hit mee had.

## Jaren 90 en daarna

#### Succevol als dance-diva
Halverwege de jaren 90 scoorde Summer een grote hit met een remix van I Feel Love, de rest van de in de jaren 90 uitgebrachte singles verkochten aanzienlijk minder. Een aantal titels daarvan zijn Work that Magic (1991), Melody of Love (Wanna be Loved) (1994), clubremixen van The State of Independence (1996), Carry On en I Will Go With You (1999) en voor de film Pokémon het nummer The Power of One (2001). Ook zong ze voor de Disneyfilm De Klokkenluider van de Notre Dame, uit 1996, de soundtrack Someday en een duet met Liza Minnelli, Does He Love You. De meeste van deze nummers scoorden wereldwijd echter wel hoog in de dancehitlijsten. Summer behoorde daardoor tot het clubje succesvolle dance-diva's. Met de single Carry On (een hernieuwde samenwerking met Giorgio Moroder) won ze de eerste Grammy in de categorie Dance. In 1994 kwam er een compleet kerstalbum uit, getiteld Christmas Spirit. Dit album oogstte veel gunstige recensies, de verkopen echter waren ook hier niet erg hoog. Verder volgden in de jaren 90 onder meer nog optredens bij Oprah Winfrey en op de Divas III-concerten.
Rond de eeuwwisseling bracht ze een cd/dvd uit onder de titel Live & More Encore van een concertregistratie in New York, waarop ze ook een paar nieuwe nummers ten gehore bracht. Verder schilderde ze al vanaf de jaren 80. Hiermee trad ze in de 21e eeuw steeds meer naar buiten. Ook schreef ze begin 21e eeuw nog een boek over haar eigen leven en volgde er een daarop gebaseerde musical, getiteld Ordinary Girl. In de jaren daarna toerde zij nog regelmatig door Amerika en was ze in Europa te zien op Night of the Proms-concerten.

#### Album Crayons (2008)
Op 20 mei 2008 verscheen, na een stilte van 14 jaar, weer een compleet nieuw studioalbum, getiteld Crayons. Met drie nummers, I'm A Fire, Fame (The Game) en Stamp Your Feet, haalde ze wederom de nummer 1-positie, ditmaal in Billboards Hot Dance Club Songs. Hiermee wist zij in die lijst een hitrecord (drie nummers van één album op nummer 1) te vestigen over een periode van meer dan 40 jaar. Met dit laatste album leek ze door te gaan op haar muzikale weg. Ze schreef haar nummers nog steeds grotendeels zelf, in plaats van te rusten of alleen nog maar klassiekers op te nemen. 

#### Statusbehoud
Ze bleek nog steeds grote waardering te krijgen voor haar zang- en schrijftalenten en mocht zich scharen onder de beste doch ondergewaardeerde vocalisten van haar tijd. Ze trad op in verschillende programma's. In 2009 maakte ze een grote concerttournee door Amerika met haar nieuwe album en deed ze ook Europa aan (Parijs, Berlijn, Lokeren). Eind 2009 trad ze op bij de uitreikingsceremonie van de Nobelprijs voor de Vrede in Oslo.
In augustus 2010 verscheen op iTunes haar nieuwste single, To Paris With Love. Deze single werd eind oktober 2010 nummer 1 in Billboards Hot Dance Club Songs.
Hoewel ze bij leven al diverse keren voorgedragen was voor de "Rock and Roll Hall of Fame", zou ze uiteindelijk pas in 2013 (postuum) opgenomen worden.

### Overlijden (2012)
Na een lang gevecht tegen longkanker, die ze beweerde te hebben opgelopen door het inhaleren van giftige deeltjes tijdens de aanslagen op 11 september 2001, overleed Donna Summer op 17 mei 2012 op 63-jarige leeftijd. Ze liet haar man, hun twee dochters, een dochter uit een eerder huwelijk en vier kleinkinderen achter.

## Verkopen en onderscheidingen
Er zijn ruim 187 miljoen albums van Donna Summer verkocht. Ze won Grammy Awards in 1978 (Last Dance), 1979 (Hot Stuff), 1983 (He's a Rebel), 1984 (Forgive me) en 1997 (Carry On). Last Dance ontving een Oscar voor Best Original Song, maar de prijs staat op naam van Paul Jabara, die tekst en muziek schreef. Ze heeft wel een Golden Globe-nominatie voor Down Deep Inside (1977), naast nog andere onderscheidingen. Ze heeft een eigen ster op de Hollywood Walk of Fame, en is benoemd in de Rock and Roll Hall of Fame. "I Feel Love" is uitgeroepen tot het meest innovatieve en revolutionaire nummer in de popmuziek van de laatste decennia.
Summer is de enige artiest die in Amerika met vier dubbelalbums achter elkaar nummer 1 heeft gestaan: Once Upon A Time, Live & More, On the Radio en Bad Girls.

## Trivia
- Summer stond naar verluidt in de jaren 70 in de Sovjet-Unie op een lijst met ongewenste buitenlandse personen vanwege haar volgens de regering van dat land te erotisch getinte nummers.
- Haar stem uit haar nummers wordt ook nu nog gebruikt door andere producenten, dj's en remixers voor eigen nummers. Een voorbeeld is het Franse duo Cassius met het nummer 1999 (remix, radio edit); hierin is de stem van Summer uit If it Hurts Just a Little van het album Donna Summer uit 1982 gesampled.
- Summer steunde beginnende artiesten door middel van een door haar opgericht fonds. Verder was ze regelmatig te zien op grote evenementen, zoals de Night of the Proms (in 2005 in Antwerpen, België, en eind 2007 in Rotterdam, Nederland).
- Naast zangeres was Summer ook songwriter. Ze heeft het grootste deel van haar repertoire zelf (mee)geschreven en ontving hiervoor grote bedragen aan royalty's.
- Summer heeft driemaal in Van Oekel's Discohoek opgetreden.
  1. Eerst met The Hostage (waarbij zij gebruik moest maken van de telefoon op de set, wat tot misverstanden met Van Oekels assistent leidde). Van Oekel zelf liet duidelijk blijken zeer gecharmeerd van Summer te zijn.
  2. Daarna met Love to love you, waarbij zij werd lastiggevallen door een telkens fotograferende paparazzo (gespeeld door acteur Cees Schouwenaar), die door Van Oekel werd weggejaagd.
  3. Een derde maal was ze te gast met Lady of the Night, waarbij Van Oekel opnieuw om haar heen draaide en haar letterlijk van boven tot onder bekeek. Donna Summer zag er zelf overigens wel de lol van in, ze vertelde naderhand in interviews door Nederlandse journalisten dat zij met veel genegenheid terugdacht aan deze opvallende gastheer.
- Giorgio Moroder werkte later samen met The Three Degrees. Dat leidt soms tot het misverstand dat Summer eveneens in die formatie gezongen heeft.[13]
- Summer sprak vloeiend Duits.

## Discografie

### Albums
| Album met eventuele hitnotering(en) in de Nederlandse Album Top 100 | Datum van verschijnen | Datum van binnenkomst | Hoogste positie | Aantal weken | Opmerkingen       |
| ------------------------------------------------------------------- | --------------------- | --------------------- | --------------- | ------------ | ----------------- |
| Lady of the Night                                                   | 1974                  | 01-02-1975            | 27              | 7            |                   |
| Love to Love You Baby                                               | 27-08-1975            | -                     |                 |              |                   |
| A Love Trilogy                                                      | 18-03-1976            | -                     |                 |              |                   |
| Four Seasons of Love                                                | 11-10-1976            | -                     |                 |              |                   |
| I Remember Yesterday                                                | 13-05-1977            | 13-08-1977            | 11              | 13           |                   |
| Greatest Hits                                                       | 1977                  | 29-10-1977            | 30              | 6            | Verzamelalbum     |
| Once Upon a Time                                                    | 31-10-1977            | -                     |                 |              |                   |
| Live and More                                                       | 31-08-1978            | 25-11-1978            | 17              | 10           | Livealbum         |
| Bad Girls                                                           | 25-04-1979            | 09-06-1979            | 8               | 22           |                   |
| On the Radio - Greatest Hits Vol. 1 & 2                             | 15-10-1979            | 10-11-1979            | 21              | 7            | Verzamelalbum     |
| Walk Away - Collector's Edition: The Best of 1977-1980              | 1980                  | -                     |                 |              | Verzamelalbum     |
| The Wanderer                                                        | 20-10-1980            | -                     |                 |              |                   |
| Donna Summer                                                        | 19-07-1982            | 31-07-1982            | 3               | 33           |                   |
| She Works Hard for the Money                                        | 13-06-1983            | 02-07-1983            | 11              | 12           |                   |
| Cats without Claws                                                  | 04-09-1984            | 15-09-1984            | 15              | 7            |                   |
| All Systems Go                                                      | 15-09-1987            | 03-10-1987            | 49              | 4            |                   |
| Another Place and Time                                              | 1989                  | 25-03-1989            | 19              | 16           |                   |
| The Best of Donna Summer                                            | 1990                  | 15-12-1990            | 43              | 14           | Verzamelalbum     |
| Mistaken Identity                                                   | 23-08-1991            | -                     |                 |              |                   |
| The Donna Summer Anthology                                          | 05-11-1993            | -                     |                 |              | Verzamelalbum     |
| Christmas Spirit                                                    | 04-10-1994            | -                     |                 |              |                   |
| Endless Summer - Donna Summer's Greatest Hits                       | 04-10-1994            | 03-12-1994            | 61              | 5            | Verzamelalbum     |
| I'm a Rainbow                                                       | 20-08-1996            | -                     |                 |              | opgenomen in 1981 |
| Greatest Hits                                                       | 1998                  | -                     |                 |              | Verzamelalbum     |
| VH-1 Presents Donna Summer Live & More... encore!                   | 06-06-1999            | -                     |                 |              | Livealbum         |
| The Journey * The Very Best Of                                      | 11-06-2004            | 04-09-2004            | 57              | 4            | Verzamelalbum     |
| Crayons                                                             | 06-06-2008            | -                     |                 |              |                   |

| Album met hitnotering(en) in de Vlaamse Ultratop 200 albums | Datum van verschijnen | Datum van binnenkomst | Hoogste positie | Aantal weken | Opmerkingen   |
| ----------------------------------------------------------- | --------------------- | --------------------- | --------------- | ------------ | ------------- |
| VH-1 Presents Donna Summer Live & More... Encore!           | 1999                  | 06-11-1999            | 45              | 1            | Livealbum     |
| The Journey * The Very Best Of                              | 2004                  | 19-11-2005            | 32              | 5            |               |
| Crayons                                                     | 2008                  | 21-06-2008            | 77              | 1            |               |
| The Donna Summer Anthology                                  | 1993                  | 26-05-2012            | 173             | 1            | Verzamelalbum |

### Singles
| Single met eventuele hitnotering(en) in de Nederlandse Top 40 | Datum van verschijnen | Datum van binnenkomst | Hoogste positie | Aantal weken | Opmerkingen                                                       |
| ------------------------------------------------------------- | --------------------- | --------------------- | --------------- | ------------ | ----------------------------------------------------------------- |
| The Hostage                                                   | 1974                  | 10-08-1974            | 2               | 9            | Nr. 2 in de Nationale Hitparade                                   |
| Denver Dream                                                  | 1974                  | 28-09-1974            | tip16           | -            |                                                                   |
| Lady of the Night                                             | 1974                  | 14-12-1974            | 4               | 10           | Nr. 4 in de Nationale Hitparade                                   |
| Love to Love You                                              | 1975                  | 22-03-1975            | 17              | 6            | Nr. 13 in de Nationale Hitparade                                  |
| Could It Be Magic                                             | 1976                  | 01-05-1976            | 2               | 11           | Nr. 5 in de Nationale Hitparade /Alarmschijf                      |
| Try Me, I Know We Can Make It                                 | 1976                  | 03-07-1976            | tip8            | -            |                                                                   |
| Spring Affair                                                 | 1976                  | 18-12-1976            | tip8            | -            | Nr. 25 in de Nationale Hitparade                                  |
| I Feel Love                                                   | 1977                  | 06-08-1977            | 1(1wk)          | 11           | Nr. 1 in de Nationale Hitparade                                   |
| Down, Deep Inside (Theme From The Deep)                       | 1977                  | 08-10-1977            | 6               | 8            | Nr. 5 in de Nationale Hitparade /Veronica Alarmschijf Hilversum 3 |
| I Remember Yesterday                                          | 1977                  | 15-10-1977            | 24              | 4            | Nr. 20 in de Nationale Hitparade                                  |
| Love's Unkind                                                 | 1977                  | 18-02-1978            | 32              | 4            | Nr. 28 in de Nationale Hitparade                                  |
| Last Dance                                                    | 1978                  | 01-07-1978            | 8               | 11           | Nr. 10 in de Nationale Hitparade / Nr. 9 in de TROS Top 50        |
| Rumour Has It                                                 | 1978                  | 02-09-1978            | 22              | 5            | Nr. 20 in de Nationale Hitparade / Nr. 45 in de TROS Top 50       |
| MacArthur Park                                                | 1978                  | 04-11-1978            | 9               | 9            | Nr. 8 in de Nationale Hitparade / Nr. 8 in de TROS Top 50         |
| Hot Stuff                                                     | 1979                  | 26-05-1979            | 14              | 7            | Nr. 21 in de Nationale Hitparade / Nr. 14 in de TROS Top 50       |
| Bad Girls                                                     | 1979                  | 21-07-1979            | 7               | 9            | Nr. 10 in de Single Top 100                                       |
| Dim All the Lights                                            | 1979                  | 22-09-1979            | tip4            | -            | Nr. 28 in de Single Top 100                                       |
| No More Tears (Enough Is Enough)                              | 1979                  | 10-11-1979            | 20              | 6            | met Barbra Streisand / Nr. 27 in de Single Top 100                |
| On the Radio                                                  | 1980                  | 16-02-1980            | 20              | 4            | Nr. 27 in de Single Top 100                                       |
| Sunset People                                                 | 1980                  | 28-06-1980            | tip14           | -            | Nr. 42 in de Single Top 100                                       |
| The Wanderer                                                  | 1980                  | 20-09-1980            | 26              | 4            | Nr. 30 in de Single Top 100 /Alarmschijf                          |
| Love Is in Control (Finger on the Trigger)                    | 1982                  | 31-07-1982            | 6               | 9            | Nr. 12 in de Single Top 100                                       |
| State of Independence                                         | 1982                  | 09-10-1982            | 1(1wk)          | 9            | Nr. 3 in de Single Top 100 /Alarmschijf                           |
| The Woman in Me                                               | 1982                  | 27-11-1982            | 7               | 8            | Nr. 12 in de Single Top 100                                       |
| She Works Hard for the Money                                  | 1983                  | 04-06-1983            | 17              | 6            | Nr. 18 in de Single Top 100                                       |
| Unconditional Love                                            | 1983                  | 13-08-1983            | tip2            | -            | met Musical Youth                                                 |
| There Goes My Baby                                            | 1984                  | 15-09-1984            | 31              | 3            | Nr. 31 in de Single Top 100                                       |
| Dinner with Gershwin                                          | 1987                  | 12-09-1987            | 34              | 3            | Nr. 43 in de Single Top 100                                       |
| This Time I Know It's for Real                                | 1989                  | 18-03-1989            | 5               | 11           | Nr. 6 in de Single Top 100                                        |
| I Don't Wanna Get Hurt                                        | 1989                  | 17-06-1989            | 30              | 4            | Nr. 29 in de Single Top 100                                       |
| Love's About to Change My Heart                               | 1989                  | 16-09-1989            | tip3            | -            | Nr. 59 in de Single Top 100                                       |
| State of Independence (New Bass Mix)                          | 1990                  | -                     |                 |              | Nr. 69 in de Single Top 100                                       |
| Melody of Love (Wanna Be Loved)                               | 1994                  | 12-11-1994            | tip3            | -            | Dancesmash op Radio 538                                           |
| I Feel Love (Rollo & Sister Bliss Monster Mix)                | 1995                  | 23-09-1995            | 26              | 4            | Nr. 28 in de Single Top 100 / Dancesmash op Radio 538             |
| I Will Go with You (Con te partirò)                           | 1999                  | -                     |                 |              | Nr. 59 in de Single Top 100                                       |
| Hot Stuff                                                     | 2020                  | 19-09-2020            | tip7            |              | met Kygo                                                          |

| Single met hitnotering(en) in de Vlaamse Ultratop 50 | Datum van verschijnen | Datum van binnenkomst | Hoogste positie | Aantal weken | Opmerkingen                                        |
| ---------------------------------------------------- | --------------------- | --------------------- | --------------- | ------------ | -------------------------------------------------- |
| The Hostage                                          | 1974                  | -                     |                 |              | Nr. 2 in de Radio 2 Top 30                         |
| Lady of the Night                                    | 1974                  | -                     |                 |              | Nr. 2 in de Radio 2 Top 30                         |
| Could It be Magic                                    | 1976                  | -                     |                 |              | Nr. 5 in de Radio 2 Top 30                         |
| Spring Affair                                        | 1976                  | -                     |                 |              | Nr. 29 in de Radio 2 Top 30                        |
| I Feel Love                                          | 1977                  | -                     |                 |              | Nr. 1 in de Radio 2 Top 30                         |
| Down, Deep Inside (Theme From The Deep)              | 1977                  | -                     |                 |              | Nr. 5 in de Radio 2 Top 30                         |
| Love's Unkind                                        | 1978                  | -                     |                 |              | Nr. 18 in de Radio 2 Top 30                        |
| Last Dance                                           | 1978                  | -                     |                 |              | Nr. 8 in de Radio 2 Top 30                         |
| Rumour Has It                                        | 1978                  | -                     |                 |              | Nr. 30 in de Radio 2 Top 30                        |
| MacArthur Park                                       | 1978                  | -                     |                 |              | Nr. 11 in de Radio 2 Top 30                        |
| Hot Stuff                                            | 1979                  | -                     |                 |              | Nr. 7 in de Radio 2 Top 30                         |
| Bad Girls                                            | 1979                  | -                     |                 |              | Nr. 6 in de Radio 2 Top 30                         |
| Dim All the Lights                                   | 1979                  | -                     |                 |              | Nr. 24 in de Radio 2 Top 30                        |
| No More Tears (Enough Is Enough)                     | 1979                  | -                     |                 |              | met Barbra Streisand / Nr. 14 in de Radio 2 Top 30 |
| On the Radio                                         | 1980                  | -                     |                 |              | Nr. 16 in de Radio 2 Top 30                        |
| The Wanderer                                         | 1980                  | -                     |                 |              | Nr. 17 in de Radio 2 Top 30                        |
| Love Is in Control (Finger on the Trigger)           | 1982                  | -                     |                 |              | Nr. 14 in de Radio 2 Top 30                        |
| State of Independence                                | 1982                  | -                     |                 |              | Nr. 4 in de Radio 2 Top 30                         |
| The Woman in Me                                      | 1982                  | -                     |                 |              | Nr. 18 in de Radio 2 Top 30                        |
| She Works Hard for the Money                         | 1983                  | -                     |                 |              | Nr. 16 in de Radio 2 Top 30                        |
| This Time I Know It's for Real                       | 1989                  | -                     |                 |              | Nr. 2 in de Radio 2 Top 30                         |
| I Don't Wanna Get Hurt                               | 1989                  | -                     |                 |              | Nr. 6 in de Radio 2 Top 30                         |
| Love's About to Change My Heart                      | 1989                  | -                     |                 |              | Nr. 23 in de Radio 2 Top 30                        |
| Melody of Love (Wanna Be Loved)                      | 1994                  | -                     |                 |              | Nr. 25 in de Radio 2 Top 30                        |
| I Feel Love (Rollo & Sister Bliss Monster Mix)       | 1995                  | 30-09-1995            | 38              | 3            |                                                    |
| I Go with You (Con te partirò)                       | 1999                  | 16-10-1999            | tip6            | -            |                                                    |
| Hot Stuff                                            | 2020                  | 26-09-2020            | tip             | -            | met Kygo                                           |

### NPO Radio 2 Top 2000
| Nummers met noteringen in de NPO Radio 2 Top 2000 | '99  | '00  | '01  | '02  | '03  | '04  | '05  | '06  | '07  | '08  | '09  | '10  | '11  | '12  | '13  | '14  | '15  | '16  | '17 | '18 | '19  | '20  | '21  | '22  | '23  | '24  |
| ------------------------------------------------- | ---- | ---- | ---- | ---- | ---- | ---- | ---- | ---- | ---- | ---- | ---- | ---- | ---- | ---- | ---- | ---- | ---- | ---- | --- | --- | ---- | ---- | ---- | ---- | ---- | ---- |
| Could It Be Magic                                 | 1392 | 1592 | 1755 | 1751 | -    | -    | -    | -    | -    | -    | -    | -    | -    | -    | -    | -    | -    | -    | -   | -   | -    | -    | -    | -    | -    | -    |
| I Feel Love                                       | 777  | 1032 | 1040 | 1175 | 1278 | 1197 | 1335 | 1562 | 1394 | 1353 | 1467 | 1633 | 1302 | 1092 | 856  | 1110 | 1120 | 1029 | 767 | 617 | 695  | 673  | 554  | 531  | 488  | 422  |
| Lady of the Night                                 | -    | 1782 | -    | -    | -    | -    | -    | -    | -    | -    | -    | -    | -    | -    | -    | -    | -    | -    | -   | -   | -    | -    | -    | -    | -    | -    |
| Last Dance                                        | 1242 | 1677 | 1378 | 1592 | 1566 | 1799 | -    | 1779 | 1822 | 1804 | -    | -    | -    | 1790 | 1902 | 1979 | -    | -    | -   | -   | -    | -    | -    | -    | -    | -    |
| MacArthur Park                                    | -    | 703  | -    | 1017 | 862  | 761  | 847  | 849  | 783  | 810  | 870  | 821  | 833  | 868  | 878  | 907  | 1089 | 1056 | 984 | 952 | 1054 | 1058 | 1171 | 1242 | 1015 | 1096 |
| State of Independence                             | 637  | 776  | 882  | 767  | 719  | 700  | 922  | 1016 | 1051 | 880  | 913  | 839  | 942  | 817  | 745  | 857  | 1007 | 963  | 954 | 763 | 1036 | 1027 | 962  | 922  | 913  | 908  |
| The Hostage                                       | 1929 | 1529 | 1846 | -    | -    | -    | -    | -    | -    | -    | -    | -    | -    | -    | -    | -    | -    | -    | -   | -   | -    | -    | -    | -    | -    | -    |

1. ↑  Een '-' betekent dat het nummer niet was genoteerd en een vetgedrukt getal geeft de hoogste notering van een nummer aan.